# Magyar tavaszi-fésűsbagolylepke
A Magyar tavaszi-fésűsbagolylepke vagy magyar tavaszi fésűsbagolylepke (Dioszeghyana schmidtii, syn. Orthosia schmidtii) a rovarok (Insecta) osztályába, ezen belül a lepkék (Lepidoptera) rendjébe és a bagolylepkefélék (Noctuidae) családjába tartozó faj. A faj a Natura 2000 II. és IV. függelékében is szerepel, amely alapján kiemelt védelemben kell, hogy részesüljön, ill. élőhelyeinek védelmére területeket kell kijelölni.
Hazánkban fokozottan védett faj, természetvédelmi értéke 100 000 Ft.

## Előfordulása
A Vörös Könyv szerint a Kárpát-medencéből leírt faj, amely az utóbbi időszakban Kis-Ázsiából is előkerült. Más szemszögből vizsgálva, Törökországtól a Balkánon át a Pannon-régióig ismert faj. Elterjedési területként Magyarországot, Szlovákiát (D-i része), Romániát, Bulgáriát és Észak-Görögországot lehet megjelölni, ill. Törökországot Dioszeghyana schmidtii ssp. pinkeri alfaj miatt.
A magyarországi előfordulások nagy része a Magyar-középhegység alacsonyabb, hegylábi térszínein pl.: Börzsöny, Mátra és Bükk, ill. az Alföldön, a Körösök mellett található. Megtalálták továbbá a Jászságban, a Gödöllői-dombságban, a Budai-hegységben és a Cserehátban. A Dunántúl legnagyobb részéről hiányzik, de kivétel a Mecsek, Tubes-Misina-Tettye tömb. Szórványadatok ismertek Várpalotáról, Kaposvárról, Sümegről.

## Morfológiai leírása
Az elülső szárny sötét melegbarna, okkersárga behintéssel és rajzolattal. A körfolt és a vesefolt nagy, jól látható, okkersárgán körülrajzolt, a szárny alapszínével megegyező kitöltésű. A hátulsó szárny egyöntetű szürke. A tor és a potroh színe megegyezik az elülső szárnyalapszínével. A hím csápja fogazott, a nőstényé fonalas. Szárnyfesztávolsága 24–30 mm.

## Élőhelye
Általánosságban elmondható, hogy a faj kötődik a meleg, juharos tölgyesekhez. Az Alföld és a dombvidék erdősztyepp-tölgyeseinek lakója. Azonban az újabb kutatások alapján már nemcsak az erdős-sztyepjellegű síkvidéki tatár juharos lösztölgyesek, hanem a sziki tölgyesek és ártéri keményfa ligeterdők tatár juharban (Acer tataricum) és mezei juharban (A. campestre) gazdag szegélyeit is választhatja. Továbbá preferált élőhelyei a hegylábi, meleg dombvidéki bokorerdők, cseresek juharos szegélyei.

## Táplálkozás
Fő tápnövénye a tatár juhar (A. tataricum) és mezei juhar (A. campestre). A hazai megtalálások bizonyítják, hogy a lepke elfogadja a különböző tölgy (Quercus spp.) fajokat is.

## Életmódja és szaporodása
Az imágók átlagos időjárású években április elejétől május elejéig repülnek. Korai kitavaszodás esetén már március végén elkezd repülni a faj. Nagyobb tengerszint feletti magasságon kissé elcsúszik a rajzásideje. Az elmúlt években végzett megfigyelések alapján elmondható, hogy a faj rajzásának kezdete egybeesik a kökény (Prunus spinosa) virágzásának kezdetével. A rajzás csúcspontja akkor áll be, amikor a kökénybokrok még virágoznak, de már elvirágzott hajtások is vannak. A galagonya (Crataegus spp.) még csak zöld bimbós, a vadkörte (Pyrus pyraster) pedig már virágzik. A rajzás ideje átlag 15-20 napig tart egy adott élőhelyen. 
A nőstények csomókba rakják le a petéiket, egy nőstény kb. 60 db petét rak le a tápnövény levél fonákára. A hernyók a frissen kibomló zsenge levelekkel táplálkoznak. A nyár folyamán bebábozódnak, és a bábok telelnek át. 
Éjszaka aktívak, az első példányok kb. fél órával a besötétedés után jelennek meg, és egészen a késő éjjeli órákig tart aktivitásuk.

## Természetvédelmi helyzete
A lepkék általános természetvédelmi jelentősége:
- a lepkék nagy része elsődleges fogyasztó, hernyóik növényi részekkel táplálkoznak, ez energiafelszabadítást jelent, és a nehezen bomló cellulóz a hernyó bélcsatornáján keresztül a talajban könnyen felszabadítható nitrogénné válik, így vesznek részt az energia-körforgásban
- a méhek, legyek és egyes bogarak mellett a lepkék az egyik legfontosabb virágbeporzó csoport
- jelentős táplálékbázis, a lepkékkel és hernyókkal táplálkozó szervezetek számára (pl.: madarak, kisemlősök, pókok, darazsak)
- részt vesznek természeti folyamatoknak pl.: növény-lepke v. rovar-lepke interakciók, kiemelhetjük a parazitoidizmust (bizonyos fürkészdarazsak, fürkészlegyek lepkék hernyóiban fejlődnek)
- némely lepkék igen érzékenyen és gyorsan reagálnak az egyes környezeti körülmények megváltozására, tehát jó indikátor fajok
Maga a faj a Vörös Könyv szerint aktuálisan veszélyeztetett, mivel a természetes állapotú erdőssztyepp (Aceri-Quercion) tölgyesek mára nagyon megfogyatkoztak. Elsősorban alföldi élőhelyeinek megszűnése veszélyezteti, az intenzív erdőgazdálkodás a tatárjuhart (Acer tataricum) ún. gyomfaként kezeli, emiatt ültetése visszaszorult, az erdőszegélyekben természetesen felnövő újulatot pedig a tisztítások során kiszelektálják. A faj fennmaradását a helytelen erdőgazdasági tevékenységek (tájidegen fafajjal történő erdőfelújítás, felújítás nélküli tarvágás) veszélyeztetik. Az élőhelyek védelme tehát nem lehetséges az erdőgazdálkodóval való együttműködés nélkül. Így az erdősítések során növelni kellene a juharok, elsősorban a tatárjuhar (A. tataricum) arányát az erdőszegélyekben, illetve meg kellene hagyni a tatárjuhar újulatot olyan erdősítésekben, ahol a fennmaradó célállomány növekedését negatívan nem befolyásolja. A mecseki fennmaradását leginkább az intenzív turizmus, és hegység déli oldalának (Tubes-Misina-Tettye tömb) felgyorsult beépítése veszélyezteti. Ezenkívül területi védelme (nemzeti park-tájvédelmi körzet) csak részben megoldott, de az Északi-középhegység déli, hegylábi részein élő erős populációk ide tartoznak, de lelőhelyeinek nagy része védett területeken kívül esik. Ha a kutatások folytatódnak, akkor valószínű, hogy az ország más területein is sokkal pozitívabb lesz a faj természetvédelmi helyzete.
A faj a Natura 2000 II. és IV. függelékében is szerepel, amely alapján kiemelt védelemben kell, hogy részesüljön, ill. élőhelyeinek védelmére területeket kell kijelölni. IUCN kritériumai szerint: VU - sebezhető.
Hazánkban fokozottan védett faj, természetvédelmi értéke 100.000 Ft.

## Elnevezése
Diószeghy László 1935-ben Schmidt Antalról nevezte el az Orthosia schmidtii (ma Dioszeghyana schmidtii Diószeghy, 1935) nevű lepkefajt.

### Fénykép
- http://kmnp.nemzetipark.gov.hu/index.php?pg=news_179_1891%5B%5D